# Josip Vandot
Josip Vandot (15 janvier 1884 - 11 juin 1944) est un écrivain et un poète austro-hongrois puis yougoslave d'expression slovène qui écrivait principalement des œuvres pour les enfants. 

## Biographie
Josip Vandot est né à Kranjska Gora ("Borovška vas" à cette époque) dans la région de Haute-Carniole qui appartenait à l'empire d'Autriche-Hongrie et actuellement situé en Slovénie. Il travailla à Maribor pour les chemins de fer. Il fut exilé ensuite en Croatie par les forces allemandes en 1941 durant la Seconde Guerre mondiale. Il fut tué en 1944 lors du bombardement de Slavonski Brod en Croatie.

## Œuvres
Vandot est surtout connu pour son personnage Kekec, un courageux jeune berger de la région montagneuse de la Karavanke dans les Alpes juliennes. Il écrivit ainsi trois livres dont Kekec était le personnage principal:
- Kekec na hudi poti (« Kekec sur le sentier difficile », 1918);
- Kekec na volčji sledi (« Kekec sur la piste des Loups », 1922);
- Kekec nad samotnim breznom (« Kekec au-dessus de l'Abysse Isolée », 1924).

Ces livres furent à l'origine de trois films bien que ceux-ci ne relatent pas exactement les histoires littéraires de Kekec):
- Kekec (1951)[2];
- Srečno, Kekec (1963)[3]  - le premier film slovène en couleur;
- Kekčeve ukane (1968)[4].